# Alexis Herman

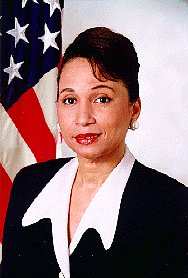
Alexis Herman (1998)

Alexis Margaret Herman (* 16. Juli 1947 in Mobile, Alabama; † 25. April 2025 in Washington, D.C.) war eine US-amerikanische Politikerin (Demokratische Partei), die vom 1. Mai 1997 bis zum 20. Januar 2001 als Arbeitsministerin der Vereinigten Staaten dem Kabinett von Präsident Bill Clinton angehörte.

## Leben

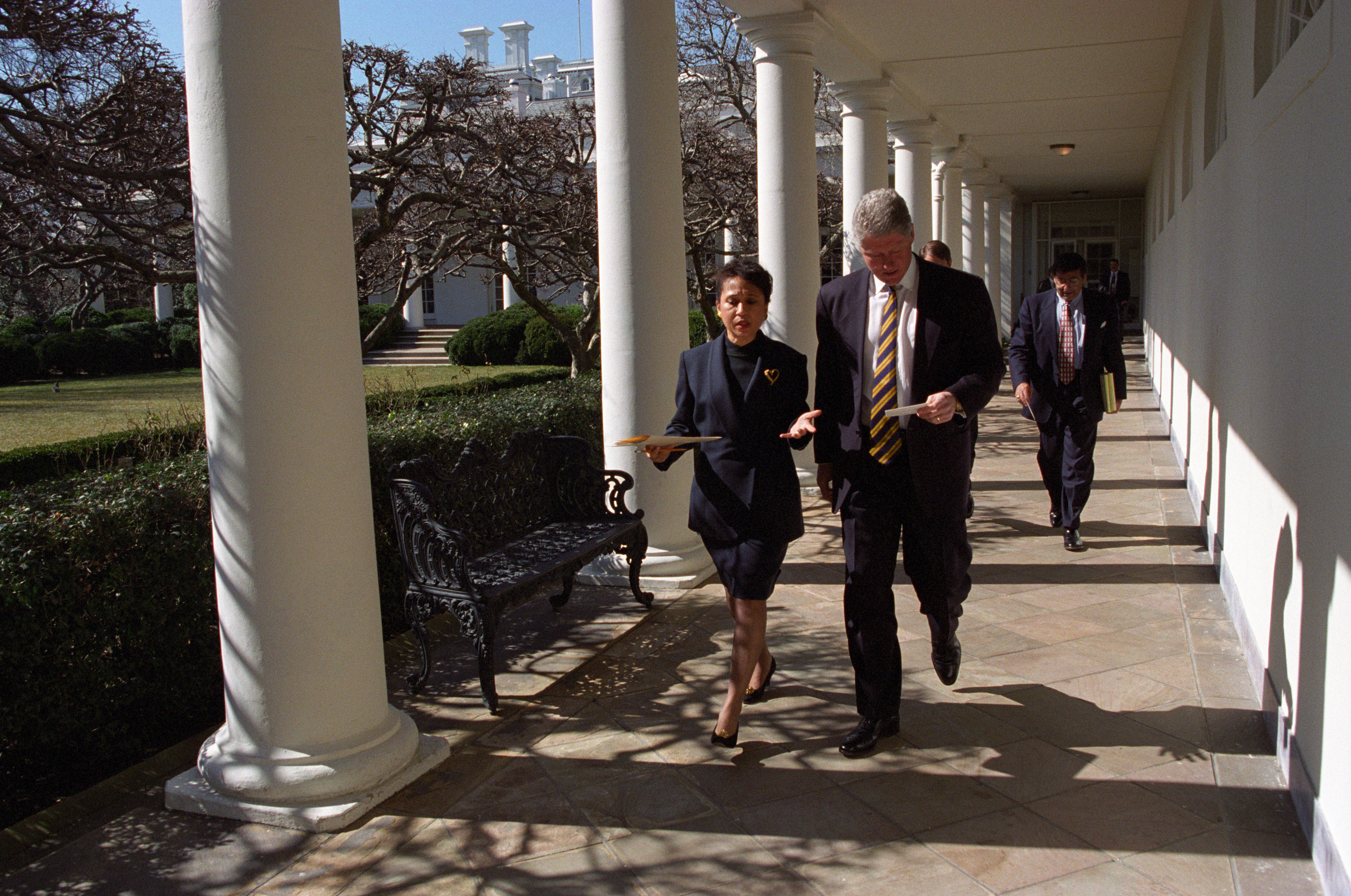
Alexis Herman mit US-Präsident Bill Clinton (Februar 1995)

Alexis Herman wurde 1947 als Tochter des Politikers Alex Herman und der Lehrerin Gloria Caponis in Mobile geboren und wuchs dort auch auf. Nach ihrem Schulabschluss im Jahr 1965 besuchte sie das Edgewood College in Madison (Wisconsin) sowie das Spring Hill College in ihrer Heimatstadt Mobile, machte ihren Bachelor in Soziologie aber 1969 an der Xavier University of Louisiana in New Orleans. 1977 war Herman mit 29 Jahren unter Präsident Jimmy Carter die jüngste Frau, die Director of the Labor Department’s Women’s Bureau wurde.
1981 gründete Herman ihre eigene Beraterfirma, A.M. Herman & Associates. Von 1988 bis 1991 fungierte sie als stellvertretende Vorsitzende Vice Chair des Democratic National Committee. Nach dem Wahlsieg von Bill Clinton übernahm sie am 20. Januar 1993 die Leitung des Verbindungsbüros des Weißen Hauses zu den Einzelstaaten und Kommunen (White House Office of Public Liaison), die sie bis zum 1. Mai 1997 innehatte. An diesem Tag wurde sie als Nachfolgerin von Robert Reich zur Arbeitsministerin im Kabinett Clinton ernannt. Sie war die fünfte Frau, die dieses Amt innehatte. Mit dem Ende von Clintons Präsidentschaft schied auch Alexis Herman aus der Bundesregierung aus.
Im Jahr 2000 heiratete Herman Charles Franklin, später arbeitete sie neben James Roosevelt junior als Vizepräsident des Democratic National Committee’s Rules and Bylaws Committee. In den Jahren 2004 und 2008 nahm sie jeweils als Delegierte an den Democratic National Conventions teil.